# Attaques israéliennes contre le Yémen du 29 septembre 2024
Le 29 septembre 2024, Israël a lancé des attaques au Yémen contre les ports d'Al Hudaydah et de Ras Isa, tous deux situés dans la partie du pays contrôlée par les Houthis, en utilisant des avions F-15I, F-35I Adir et F-16I. Six personnes ont été tuées, et au moins 57 ont été blessées. Des pannes de courant généralisées ont été provoquées dans la ville même de Hodeida. Les attaques ont causé des dommages importants aux installations portuaires et aux centrales électriques yéménites.
Les attaques israéliennes ont été lancées en réponse au tir d'un missile balistique par les Houthis dirigé contre l'aéroport international Ben Gourion (Tel-Aviv) d'Israël la veille, qui a été intercepté par Israël. Les Houthis ont déclaré que leurs attaques de missiles faisaient partie d’une campagne plus large visant à exprimer leur solidarité avec les populations de Gaza et du Liban. Il s’agissait de la deuxième frappe de représailles israélienne majeure contre les Houthis depuis l’opération Bras tendu du 20 juillet 2024, qui avait vu des avions israéliens attaquer le port d’Al Hudaydah.

## Contexte

### Guerre au Yémen
Le mouvement Houthi, officiellement « Ansar Allah », est un groupe islamiste du Yémen qui suit la foi chiite zaydite. Le mouvement a été alimenté par des décennies de discrimination contre les chiites au Yémen et a pris le pouvoir en 2014. En 2015, l’Arabie saoudite et ses alliés, avec le soutien américain, ont lancé une guerre contre les Houthis et imposé un blocus naval et aérien. La famine qui en a résulté a coûté la vie à environ 150 000 personnes. Ils ont été désignés comme une organisation terroriste par les États-Unis,, l'Arabie saoudite, les Émirats arabes unis, la Malaisie et l'Australie,. Le groupe a appelé à la destruction d’Israël. Le mouvement, dont les militants s'opposent au gouvernement internationalement reconnu du Yémen, contrôle une partie considérable du territoire du pays le long de la mer Rouge depuis 2014.

### Débordement de la guerre entre Israël et le Hamas
Après l'attaque menée par le Hamas contre Israël en 2023 et l'invasion et les bombardement israéliens de la bande de Gaza qui ont suivi, les Houthis ont lancé des attaques de représailles contre Israël, promettant de les poursuivre jusqu'à ce que « l'agression israélienne cesse »,.
Les attaques des Houthis contre des navires de transport internationaux dans la mer Rouge ont été considérées par certains comme des actes de piraterie internationale,, provoquant une réponse militaire de la part d’un certain nombre de pays. En janvier 2024, le Conseil de sécurité de l’ONU a adopté la résolution 2722, condamnant les attaques des Houthis et affirmant la liberté de navigation. L’ opération Prosperity Guardian, menée par les États-Unis, a été lancée pour protéger la navigation en mer Rouge. Depuis le 12 janvier 2024, les États-Unis et le Royaume-Uni ont mené des frappes aériennes et des frappes de missiles de coalition contre les Houthis, tandis que d'autres pays patrouillent indépendamment dans les eaux proches du Yémen.
Le 19 juillet 2024, un drone lancé par des militants houthis du Yémen a frappé Tel-Aviv, tuant une personne et en blessant 10 autres,.
Le lendemain, Israël a attaqué le port de Hodeidah au Yémen, tuant 14 personnes et en blessant 90 autres. Les responsables houthis ont condamné les attaques israéliennes et ont déclaré qu'ils ne s'arrêteraient pas tant que ce qu'ils appellent « le génocide à Gaza » ne serait pas arrêté. Parmi les personnes tuées dans les attaques israéliennes se trouvaient 12 employés de la Yemen Petroleum Corporation. Les attaques auraient visé une centrale électrique,, et provoqué des pannes de courant pour la population locale.
Le 28 septembre 2024, les Houthis ont lancé un missile balistique depuis le Yémen vers l'aéroport Ben Gourion en Israël, déclenchant des sirènes de raid aérien à Tel Aviv et dans la majeure partie du district centre d'Israël.

## Attaques
L'armée israélienne a déclaré avoir utilisé des dizaines d'avions, dont des avions de chasse, des avions ravitailleurs et des avions espions, pour mener ces attaques contre quelque 1 800 civils. km d'Israël.

### Cibles
Selon les premiers rapports, les cibles étaient des installations de carburant, des centrales électriques et des quais dans les ports de Ras Issa et de Hodeidah. Les attaques ont tué un employé du port et trois ingénieurs électriciens. Les habitants ont déclaré que les attaques avaient provoqué des coupures de courant dans la majeure partie de Hodeidah.
Israël a reconnu que les ports sont utilisés pour importer du pétrole, mais a déclaré qu'ils sont également utilisés pour importer des armes et que le pétrole peut être utilisé à des fins militaires.

## Réactions
Le ministère iranien des Affaires étrangères a condamné les frappes aériennes, les qualifiant d' « inhumaines » et accusant les États-Unis de soutenir les attaques israéliennes contre le peuple yéménite.
Le ministre israélien de la Défense a tweeté : « Notre message est clair, pour nous, aucun endroit n’est trop loin » en référence à la longue distance parcourue pour mener les attaques.